# Българската пролет
Движение за радикална промяна „Българската пролет“ е политическа партия в България, основана през 2015 г. от Велизар Енчев. Манифест на движението е „25 удара срещу системата“.

## История
Движението е учредено пред 200 свои симпатизанти през 2015 г. в село Арбанаси (Горнооряховско). За председател е избран Велизар Енчев, а за заместник-председатели политологът Пепа Сомлева и икономистът и инженер Георги Стойков.

## Избори
Президентски избори
На президентските избори през 2016 г. партията издига за президент Велизар Енчев, а за вицепрезидент Биляна Грънчарова. Получават 18 213 гласа, или 0,48 % подкрепа.